# 권호
권호(權浩, 1971년 4월 1일~)는 대한민국의 교수, 목사, 기독교 방송인, 저술가이다. 현재 합동신학대학원대학교의 교수로 설교학, 목회학, 관련 실천신학 과목을 가르치고 있다. 또한 현재 한국 '본문이살아있는설교'(NEP)의 공동대표로 섬기고 있다. 북미 설교학의 '본문이 이끄는 설교'(Text-Driven Preaching) 학파에 속해있고 성경의 본문성 회복, 장르설교, 하나님 중심적 설교의 전문가로 평가받는다. 
그는 국내외 각종 집회와 설교 컨퍼런스 강사로 초대받아 활발히 사역하고 있다. 해외 사역으로 영국 캠브리지 국제 설교 컨퍼런스와 미국 내셔널 설교 컨퍼런스(NCP) 등에서 한국어 트랙 강사로, 여러 선교지역에 각종 세미나 강사로도 섬기고 있다. 2015년부터 2020년까지 로뎀교회 담임목사로 섬겼으며, 현재는 사랑의교회 협동목사로 섬기고 있다.

## 학력
- 총신대학교(B.A)
- 총신대학교신학대학원(M-Div),
- 고든콘웰신학교(Gordon-Conwell Theological Seminary,Th.M),
- 사우스웨스턴신학교(Southwestern Baptist Theological Seminary, Ph.D)

## 경력
- 합동신학대학원 실천신학 교수(2018~)
- 본문이 살아있는 설교 공동대표(2013~)
- 사랑의교회 협동목사(2018~)
- 국제신학대학원대학교 실천신학 교수(2013~2018)
- 로뎀교회 담임목사(2015~2022)

## 학회 및 방송 활동
- 미국 복음주의 설교학회(Evangelical Homiletic Society)
- 한국설교학회
- 한국복음주의실천신학회
- CBS, CTS, 두란노채널

## 수상
- 2025년 기독교출판협회 선정 목회자 국내도서 최우수상
- 2021년 기독교출판협회 선정 올해의 저자상
- 2018년 기독교출판협회 선정 목회자 국내도서 최우수상

## 저서
- 『본문 중심의 말씀 묵상』(두란노, 2022)
- 『보이는 내러티브 설교법』(생명의말씀사, 2021)
- 『본문이 살아있는 설교 작성법: Text-Driven Preaching Workbook』(아가페, 2019)
- 『본문이 살아있는 설교: Text-Driven Preaching』(아가페, 2018),
- 『바울이 세상에게』(생명의말씀사, 2016)
- 『비상, 영성과 전문성으로 날아올라라』(생명의말씀사, 2010)

## 공저
- 『최상의설교』(아가페, 2023)
- 『본문이 살아있는 설교 플랫폼』(아가페, 2021)
- 『뉴-노멀 시대의 교회와 목회』(설교자하우스, 2020)
- 『새강해설교』(NEP, 2016)
- 『청소년사역자를 일으키라』(베다니, 2009)

## 논문
- The Foundations of George Whitefield’s Effective Oratory(2011)
- John A. Broadus' Homiletical Method and Its Influence(2012)
- 힐링 프리칭 이렇게 하라(2013)
- 현대설교의 한 흐름: 장르가 살아있는 설교(2013)
- 현대 매스미디어의 도전과 설교학적 대응(2013년)
- 기독교의 사회적 포용성: 바울, 갑을관계를 뒤집다(2013)
- 하이델베르크 요리문답설교를 통한 개혁주의 신앙교육(2013)
- Preaching Genesis in the Postmodern Era(2014)
- 개혁주의생명신학의 설교학적 힘 / 백석신학저널(2014)
- 폭로, 경계소멸의 미디어 사회 속에서의 설교학적 전망(2015)
- 인구절벽시대의 균형목회 / 복음과 실천신학(2018)
- 현대강해설교의 한 흐름: 장르가 살아있는 설교(2013)
- 현대 강해설교의 장르 이해와 적용(2018)
- 효과적인 연관 작업을 위한 이론적 토대와 주요 기법(2018)
- 효과적 적용을 위한 이론적 토대와 주요 기법(2019)
- 현대 내러티브 설교 작성을 위한 ‘N 기법’(2020)
- 현대 내러티브 설교 작성을 위한 ‘2ST 기법’(2020)
- 정창균 박사의 하나님 중심적 설교에 대한 분석과 평가(2021)
- 본문이 이끄는 시편 설교법: ‘SEIRA’ 시편 설교 작성법을 중심으로”(2021)
- 하나님 중심적 설교인가, 그리스도 일원적 설교인가?(2022)
- 충실한 의미와 들리는 설교를 위한 연관기법(2023)
- 본문이 이끄는 하나님 중심적 설교의 길(2023)
- 점진적 구속사의 길에 관한 설교학적 평가와 제안(2024)

## 같이 보기
- 합동신학대학원대학교
- 한국복음주의신학회
- 한국복음주의실천신학회
- 한국의 신학자 목록
- 박윤선
- 개혁신학자